# Torneo de Valencia 2004
El Torneo de Valencia 2004 fue la décima edición del Torneo de Valencia. Se celebró desde el 12 de abril hasta el 18 de abril, de 2004.

## Campeones

### Individual
Fernando Verdasco vence a  Albert Montañés 7-6(5), 6-3
- Este torneo fue el primer título del año para Verdasco y el primero de su carrera.

### Dobles
Gastón Etlis /  Martín Rodríguez vencen a  Feliciano López /  Marc López 7-5, 7-6(5)
- Este fue el único título que ganaron Gastón Etlis y Martín Rodríguez de la temporada y fue el tercero y cuarto de sus carreras respectivamente.